# Copris fidius
Copris fidius là một loài bọ cánh cứng trong họ Bọ hung (Scarabaeidae).